# Baiertal
Baiertal ist seit 1972 ein Stadtteil der Stadt Wiesloch im Rhein-Neckar-Kreis und liegt im Nordwesten von Baden-Württemberg. Der Stadtteil hat rund 4500 Einwohner.

## Geographie

### Geographische Lage
Mit zu den ältesten Ortschaften des Rhein-Neckar-Kreises zählt der ehemals selbständige, seit dem 31. Januar 1972 zur Großen Kreisstadt Wiesloch gehörende Stadtteil Baiertal. Sie liegt im nordwestlichen Kraichgau, der hügelig-welligen Senke zwischen dem waldbedeckten Buntsandstein-Odenwald und dem Schwarzwald in 144–234 m über NN. Die höchste Erhebung mit 233,7 m liegt im Nordosten der Gemarkung, die Steinershöhle, die niedrigste mit 144 m beim früheren Horrenberger Bahnhof. Benachbarte Orte sind Wiesloch, Schatthausen, Unterhof, Dielheim und Maisbach (Nußloch).

### Klima
Das Gebiet ähnelt klimatisch der Rheinebene. Bei etwas weniger Wärme fallen mäßige Niederschläge, da die Regenwolken durch die Kraichgau-Senke abziehen. Im Wieslocher Raum gibt es im Durchschnitt eine Niederschlagsmenge von 770 mm im Jahr. Die Juli-Temperatur beträgt über 18 °C und die durchschnittliche Jahrestemperatur 9,4 °C (Heidelberg 10,4 °C).

### Gewässer
Die Bäche der Baiertaler Gemarkung entwässern indirekt zum Rhein. Maisbach und Klingenbruchgraben münden in den Gauangelbach, der unweit der Gemeinde Dielheim in den Leimbach fließt, der bei Brühl in den Rhein mündet. Durch beachtliche Lößlehm-Abschwemmungen wird die starke Wassertrübung der Bäche verursacht. Diese haben dem Leimbach (Lehmbach) seinen Namen gegeben.

## Geschichte

### Frühe Besiedlung und erste Erwähnung
Baiertal war durch seine günstige Lage vermutlich schon in der Jungsteinzeit besiedelt, außerdem gibt es römische und alemannische Funde in dieser Gegend, die in der Nähe der Kreuzung der Handelsstraßen Speyer-Heilbronn-Nürnberg und Frankfurt-Heidelberg-Karlsruhe liegt.
Urkundlich wird der Ort erstmals am 29. April 841, zur Zeit Kaiser Lothars I., im Lorscher Codex erwähnt. Die Urkunde dokumentiert eine Schenkung der Männer Ruotpert und Nending an das Kloster Lorsch, u. a. zehn Morgen Land in Baiertal, damals als „Buridal“ bezeichnet.
Buri bedeutet auf Althochdeutsch Besitz und dal bedeutet Tal schlicht übersetzt heißt es also Besitz im Tal. Man geht davon aus, dass damit ein von der eigentlichen Muttersiedlung entfernter Besitz mit Weiderechten gemeint ist und schließt daraus, dass Baiertal eine Ausbausiedlung auf den entlegeneren Weidegründen des Nachbarortes Dielheim war, von wo aus Baiertal auch kirchlich betreut wurde.

### Besitzverhältnisse in Mittelalter und früher Neuzeit
Über die frühen Besitzverhältnisse in Baiertal ist wenig bekannt. Vom 12. bis zum 14. Jahrhundert besaßen die Herren von Hohenhart wohl den größten Teil von Baiertal und übten dort die Ortsherrschaft aus. 1160 wird ein Konrad von Hohenhart genannt. 1369 verkaufte Ulrich von Hohenhart ein Viertel des Dorfes an den Strahlenberger Vogt Peter Storre. Dieser Teil kam 1371 an den Deutschen Orden, während der restliche vormalige Adelsbesitz an die Kurpfalz kam, die damit Ministerialen, also kurfürstlichen Verwaltungsbeamte, belehnte.
Die niederadeligen Lehen wurden im Lauf der Zeit durch Verkäufe und Erbteilungen sehr zersplittert und durchliefen die Hand zahlreicher Herren. Einen bedeutenden Anteil am Dorf hatten die Bettendorff, ein kleinerer Teil kam über die Helmstatt, Berlichingen, Lietzen und Stengel an die Freiherren von Üxküll-Gyllenband, der kleinste Teil des Ortes kam über die Helmstatt, Scheibel, Süchteln, Auerbach und May an die Leoprechting. Weiteren Besitz am Ort hatten das Kloster Lobenfeld bzw. später die Schaffnei Lobenfeld sowie die Pfarreien in Dielheim und Wiesloch. Viele Güter in Wiesloch, darunter auch die meisten des Deutschen Ordens, waren in Erbpacht an Bestandspächter vergeben.
Rechtlich wurden die komplizierten Besitzverhältnisse im Jahre 1561 fest geschrieben, nachdem der von Kurfürst Friedrich III. ein Jahr zuvor geschlossene Vertrag über die Meckesheimer Zent die kurpfälzische Oberhoheit über die adeligen Junker des Kraichgaus, also auch in Baiertal, festgeschrieben hatte. Die Ortshälfte links des Baches zählte demnach zur kurpfälzischen Meckesheimer Zent, rechts des Baches zum Ritterkanton Kraichgau. Die beiden Baiertaler Hälften hatten je einen eigenen Schultheiß. Die Ortsherrschaft lag bei einem Kondominat von Deutschem Orden und den jeweils ansässigen Adelsfamilien.
Baiertal wurde wie die ganze Kurpfalz im Dreißigjährigen Krieg mehrmals von Kriegseinwirkungen heimgesucht. Im Pfälzischen Erbfolgekrieg (1688–1697), im Spanischen Erbfolgekrieg (1700–1712) und im Zweiten Koalitionskrieg (1799–1802) musste die Gemeinde Geld und Verpflegung für durchziehende Armeen bereitstellen, Bürger wurden zu Diensten herangezogen und mussten Quartiere zur Verfügung stellen; teilweise wurden auch notwendige Güter beschlagnahmt.
Nach dem kriegerischen 17. Jahrhundert wurden kurz nach 1700 durch den Deutschen Orden auch erstmals Juden in Baiertal zugelassen, ab 1717 siedelten die Freiherren von Bettendorff auch Mennoniten an.

### Ab 1803: Baiertal als Teil Badens
Durch den Reichsdeputationshauptschluss von 1803 kam der kurpfälzische Teil Baiertals an das neue Großherzogtum Baden. 1805 besetzte Baden auch den vormals deutschordischen Teil des Ortes „jenseits der Bach“. 1807 wurde ganz Baiertal dann der Grundherrschaft der damaligen Kondomini, also der Freiherrn von Bettendorff, von Uexküll und von Leoprechting, unter der Oberhoheit Badens unterstellt.
1812 zogen 7000 badische Soldaten, darunter elf Baiertaler, im Gefolge Napoleons nach Russland. Von dem gescheiterten Feldzug kehrten nur wenige zurück.
Mit dem Übergang an den neuen Staat Baden war die jahrhundertelange kurpfälzische Geschichte Baiertals und seiner Nachbarorte zu Ende; im neuen Flächenstaat, der sehr heterogene Gebiete umfasste, wurden aber erstmals eine konstitutionelle Verfassung und eine moderne, effiziente Verwaltungsstruktur eingeführt: 1809 wurde Baiertal Teil des Neckarkreises, 1832 des neu entstandenen Unterrheinkreises, 1863 des Kreises Heidelberg. Die 1830er Jahre brachten das Ende der bäuerlichen Leibeigenschaft, der Grundherrschaft und der zahlreichen Abgaben. 1849 wurden die bisherigen Erbbestandsverhältnisse aufgehoben. Die wirtschaftliche und politische Lage der Bauern und Handwerker verschlechterte sich aber Mitte des 19. Jahrhunderts wieder, es kam zuerst in Südbaden, dann auch in der ehemaligen Kurpfalz zur demokratischen Revolution von 1848/49, an der mindestens elf Baiertaler Bürger teilnahmen.
Nach der Reichsgründung 1871 kam es in der Gemeinde wie in ganz Baden zu einem wirtschaftlichen Aufschwung vor allem durch die Zigarrenindustrie und den Anschluss an die 1901 eröffnete private Bahnstrecke Wiesloch–Meckesheim. Von 1837 bis 1910 stieg die Einwohnerzahl um fast 70 Prozent, diese Jahre brachten Innovationen wie Straßenbeleuchtung, Telegrafie, Telefon, Elektrizitätsversorgung etc. in den Ort. Gleichzeitig vollzog sich ab der Mitte des 19. Jahrhunderts aber auch der Niedergang der jüdischen Gemeinde in Baiertal, da viele Juden im Zuge der Emanzipation in stärker industrialisierte Orte abwanderten.
Im Ersten Weltkrieg starben 84 Baiertaler, im Zweiten 127 Soldaten und 10 Zivilisten (inklusive Vermisste).
In der Zeit des Nationalsozialismus wurden die Mitglieder der jüdischen Gemeinde Baiertals enteignet, vertrieben und z. T. ermordet, die Synagoge im Zentrum des Ortes zerstört, woran heute ein Gedenkstein auf dem Synagogenplatz erinnert.
In den ersten zwei Jahren nach dem Krieg hatte die Gemeinde etwa 525 Heimatvertriebene aus Mittel- und Osteuropa aufzunehmen, was über 21 % der Bevölkerung entsprach. Jahrelange Wohnungsnot und Arbeitslosigkeit waren zwar die Folge, die Integration gelang aber gut. Von den Heimatvertriebenen kamen 62 % aus der Tschechoslowakei (v. a. dem Sudetenland), 25 % aus Ungarn, 5 % aus Jugoslawien, 7 % aus den Gebieten östlich von Oder und Neiße und 1 % aus Österreich. Erst durch die zahlreichen Heimatvertriebenen änderte sich die Konfessionsverteilung, seither sind die Katholiken in der Mehrheit.

### Wandel zur modernen Wohngemeinde
Baiertal wurde schließlich während der „Wirtschaftswunderzeit“ von einer bäuerlichen-handwerklich geprägten Gemeinde zu einer modernen Wohngemeinde. Große Flächen für neue Eigenheime wurden erschlossen, viele Menschen aus anderen Gemeinden und Regionen siedelten sich an. Die Einwohnerzahl stieg zwischen 1950 und 1975 um mehr als 1000 Personen auf über 3600 Einwohner an.
Traditionelle Erwerbszweige wie Zigarrenindustrie, die wie in vielen Dörfern der Region zahlreiche Arbeitsplätze geschaffen hatte, oder der seit der ersten Hälfte des 19. Jahrhunderts betriebene Bergbau gingen im Laufe der 1950er Jahre zugrunde. Gleichzeitig siedelten sich zwischen 1948 und 1960 zwei Kleider- und eine Schuhfabrik im Ort an, die bis in die 1970er Jahre bestanden. Außerdem wuchs auch der Anteil der Auspendler bis 1970 auf über 800 Erwerbstätige an. Nachdem der Individualverkehr immer mehr in den Vordergrund rückte, wurde 1967 die Eisenbahn nach Wiesloch stillgelegt.
Nach der Eingemeindung nach Wiesloch am 31. Januar 1972 folgten innerhalb weniger Jahre der Bau von drei vierstöckigen „Hochhäusern“ im Süden des Ortes („Ortserweiterung Süd“) sowie die Anlage eines Industrie- und Gewerbegebiets am südöstlichen Ortsrand, wohin bestehende Unternehmen übersiedelten und wo sich neue Industriebetriebe niederließen. In den 1980er Jahren fand eine Ortskernsanierung statt, bei der die neuen Gebäude der Raiffeisenbank und der Sparkasse entstanden, außerdem wurde 1988 der Bergfriedhof Baiertal statt des alten Friedhofs in der Ortsmitte in Betrieb genommen.
Für den letzten größeren Bevölkerungszuwachs sorgte in den 1990er Jahren die Anlage eines Neubaugebiets mit über 700 Wohneinheiten im Westen des Ortes Richtung Wiesloch.

### Einwohnerentwicklung
| Jahr      | 1818 | 1852 | 1905 | 1939 | 1950 | 1961 | 1965 | 1970 | 1975 | 1987 | 2007 | 2019 |
| --------- | ---- | ---- | ---- | ---- | ---- | ---- | ---- | ---- | ---- | ---- | ---- | ---- |
| Einwohner | 902  | 1013 | 1631 | 1788 | 2558 | 2860 | 3045 | 3072 | 3620 | 3700 | 4489 | 4506 |

## Religionen
Die jahrhundertelange Teilung des Ortes in einen kurpfälzischen und einen Deutschordens-Teil wirkte sich auch auf die Konfessionsstruktur des Ortes aus: seit der Zeit der Reformation im 16. Jahrhundert waren etwa zwei Drittel der Bevölkerung, v. a. Untertanen des Pfälzer Kurfürsten, evangelisch, das restliche Drittel, v. a. Untertanen des Deutschen Ordens, war katholisch. Von 1802 bis 1912 wurde die Kirche des Ortes als Simultankirche von beiden Konfessionen genutzt. Die konfessionelle Durchmischung der Bevölkerung unterscheidet Baiertal von den Umlandgemeinden, die im Süden (im Bereich des ehemaligen Hochstifts Speyer) stark katholisch, im ehemals kurpfälzischen Norden eher protestantisch geprägt sind. Erst durch die zahlreichen Heimatvertriebenen nach 1945 änderte sich die Konfessionsverteilung, seither sind die Katholiken in der Mehrheit.
Die Jüdische Gemeinde Baiertal bestand ab kurz nach 1700, verfügte ab 1800 über eine eigene Synagoge und von 1839 bis 1868 über eine eigene Schule. Die Gemeinde hatte um 1850 mit etwa 170 Mitgliedern ihre größte Mitgliederzahl, danach ging die Gemeindegröße durch Ab- und Auswanderung stark zurück. Nachdem es 1933 noch 25 Juden in Baiertal gab, erlosch die Gemeinde durch die Judenverfolgung zur Zeit des Nationalsozialismus bzw. durch die Verschleppung der letzten 14 Juden nach Gurs. Die bei den Novemberpogromen 1938 geschändete Synagoge wurde wenig später abgerissen. Am Synagogenplatz in der Ortsmitte erinnert heute eine Gedenktafel an das Gebäude.

## Politik

### Verwaltung

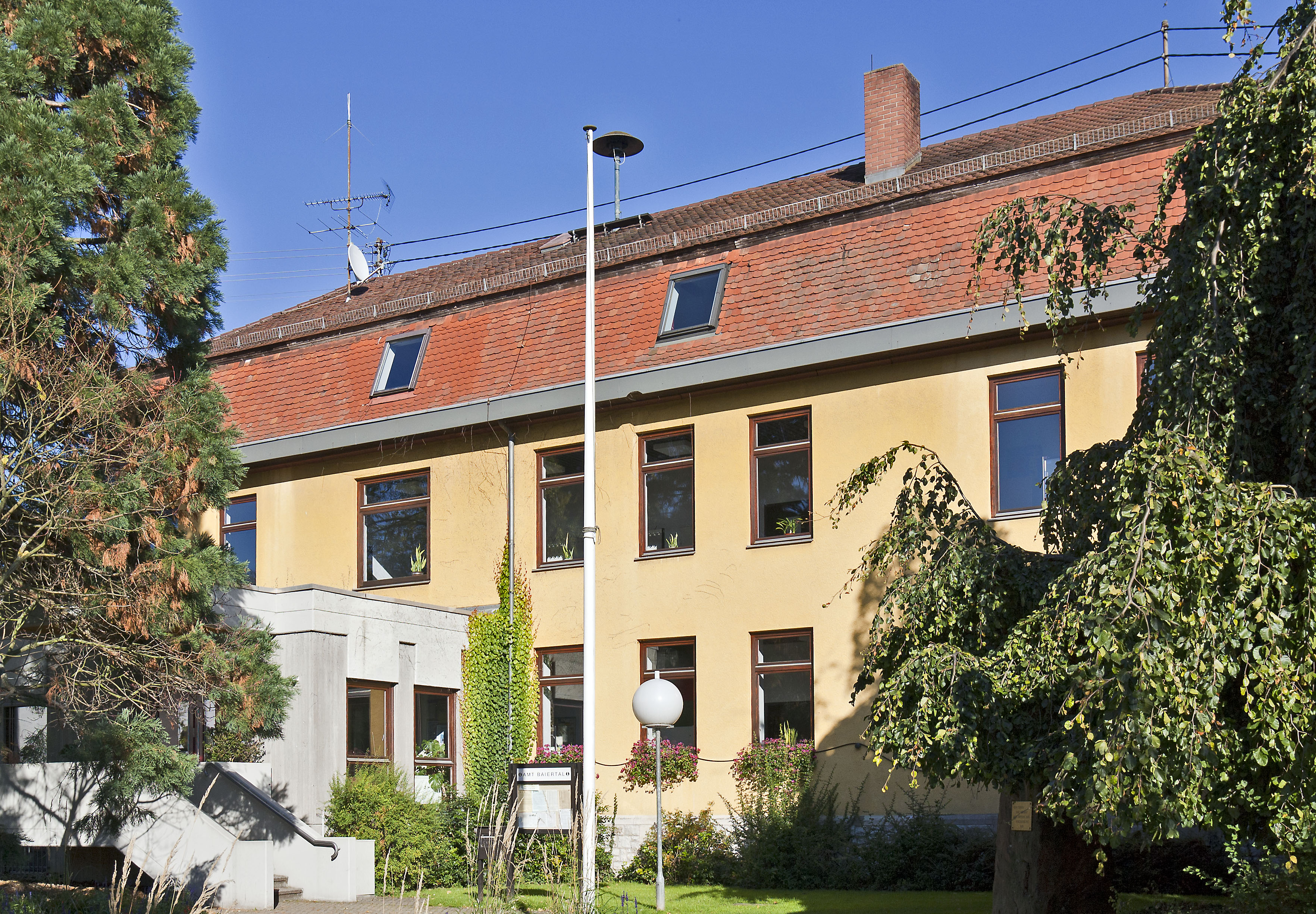
Stadtteilverwaltung im Alten Schulhaus

Nach dem Übergang an Baden wurde der Ort seit 1806 von einem Vogt verwaltet. Mit der in ganz Baden erfolgten Neuordnung der Verwaltungsverhältnisse von 1832 wurde das Amt des Bürgermeisters geschaffen, dem der Gemeinderat zur Seite steht.
Bürgermeister seit 1882
- 1882–1903 Friedrich Wipfler
- 1904–1913 Georg Neuburger
- 1913–1915 Gemeinderat Stacher (kommissarisch)
- 1915–1928 Friedrich Goos
- 1928–1933 Goswin Laier (im September 1933 zurückgetreten)
- 1933–1945 Johannes Pfister
- 1945–1966 Ludwig Blaser
- 1966–1972 Karl Lepp

Bei der Eingliederung Baiertals nach Wiesloch 1972 wurde eine Ortschaftsverfassung für Baiertal eingeführt, die einen Ortschaftsrat vorsieht, der inklusive des Ortsvorstehers aus 12 Personen besteht. Der vormalige Bürgermeister Karl Lepp wurde erster Ortsvorsteher. Auf ihn folgten 1975–1980 Helmut Zimmermann und 1980–2021 Karl-Heinz Markmann. Am 24. März 2021 bestätigte der Wieslocher Gemeinderat den Vorschlag des Ortschaftsrates vom Januar 2021 und wählte Michael Glaser zum neuen und 4. Ortsvorsteher des Ortsteiles.

Baiertaler Wappen

### Wappen
Die Blasonierung des ehemaligen Gemeindewappens lautet: In Blau eine mit drei roten Edelsteinen besetzte goldene Krone, durch diese gesteckt zwei schräggekreuzte silberne Streitäxte.
Das Wappen wurde 1901 von Baiertal auf Vorschlag des badischen Generallandesarchivs angenommen. Mit einer Krone war bereits das älteste Gerichtssiegel aus dem Jahr 1739 überhöht. Bis 1901 waren dann Gerichts- bzw. Gemeindesiegel in Gebrauch, die im bekrönten Schild den Buchstaben B gezeigt haben. Das danach angenommene Wappen entstammt mit Ausnahme der Grundfarbe dem Stammwappen der Herren von Üxküll-Gyllenband. Die beiden Streitäxte im Wappen werden immer wieder auch als Spitzhacken und damit als Reminiszenz an den Bergbau verstanden, der in Baiertal betrieben wurde.

## Sehenswürdigkeiten
Die bedeutendsten Bauwerke in Baiertal sind die beiden Kirchen. Die Evangelische Kirche wurde von 1802 bis 1804 nahe dem Standort des Vorgängerbauwerks erbaut. Sie wurde zunächst als Simultankirche verwendet, bevor 1912/13 die katholische Galluskirche errichtet wurde.
Das alte Schulhaus des Ortes wurde 1965 zum Sitz der Gemeindeverwaltung und der heutigen Stadtteilverwaltung umgebaut. Am Brückenwaageplatz befindet sich der über 200 Jahre alte Gemeindebrunnen.
Die Untere Mühle im Tal des Gauangelbachs wurde 1705 errichtet und nach Brand 1889 erneuert. Der Mühlenbetrieb endete 1961. Die Obere Mühle entstand 1784 und wurde 1945 zerstört.
Seit 2015 werden in regelmäßigen Abständen am Geländer des Gauangelbachs im Zentrum des Ortes Schilder mit Wörtern der baiertalerischen Mundart angebracht. Ursprünglich durch den Ortschaftsrat, später auch durch ortsansässige Gewerbe oder Privatpersonen gesponsert, sollen die Schilder den typisch baiertalen Dialekt pflegen und an ihn erinnern.

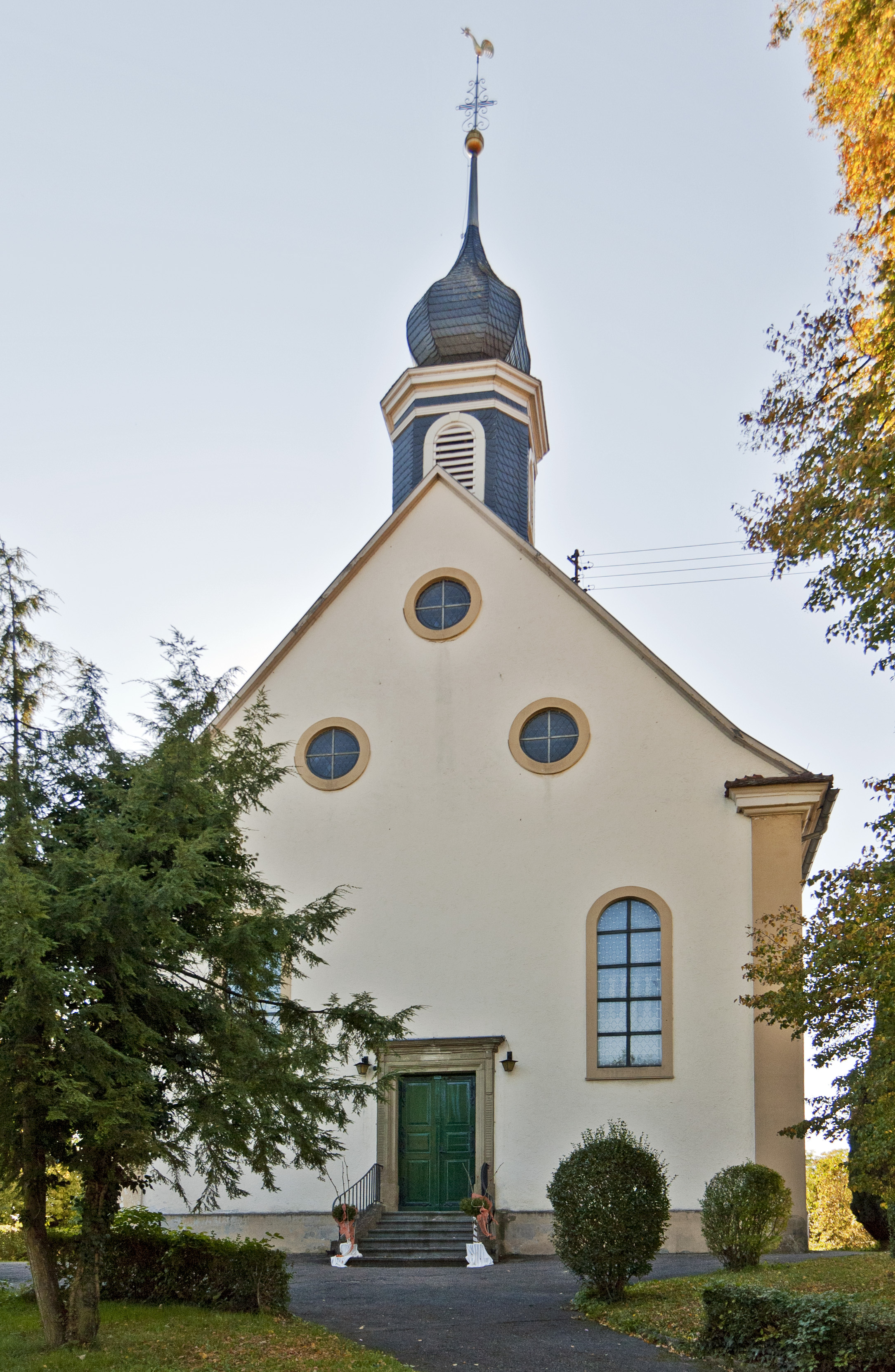
Evangelische Kirche
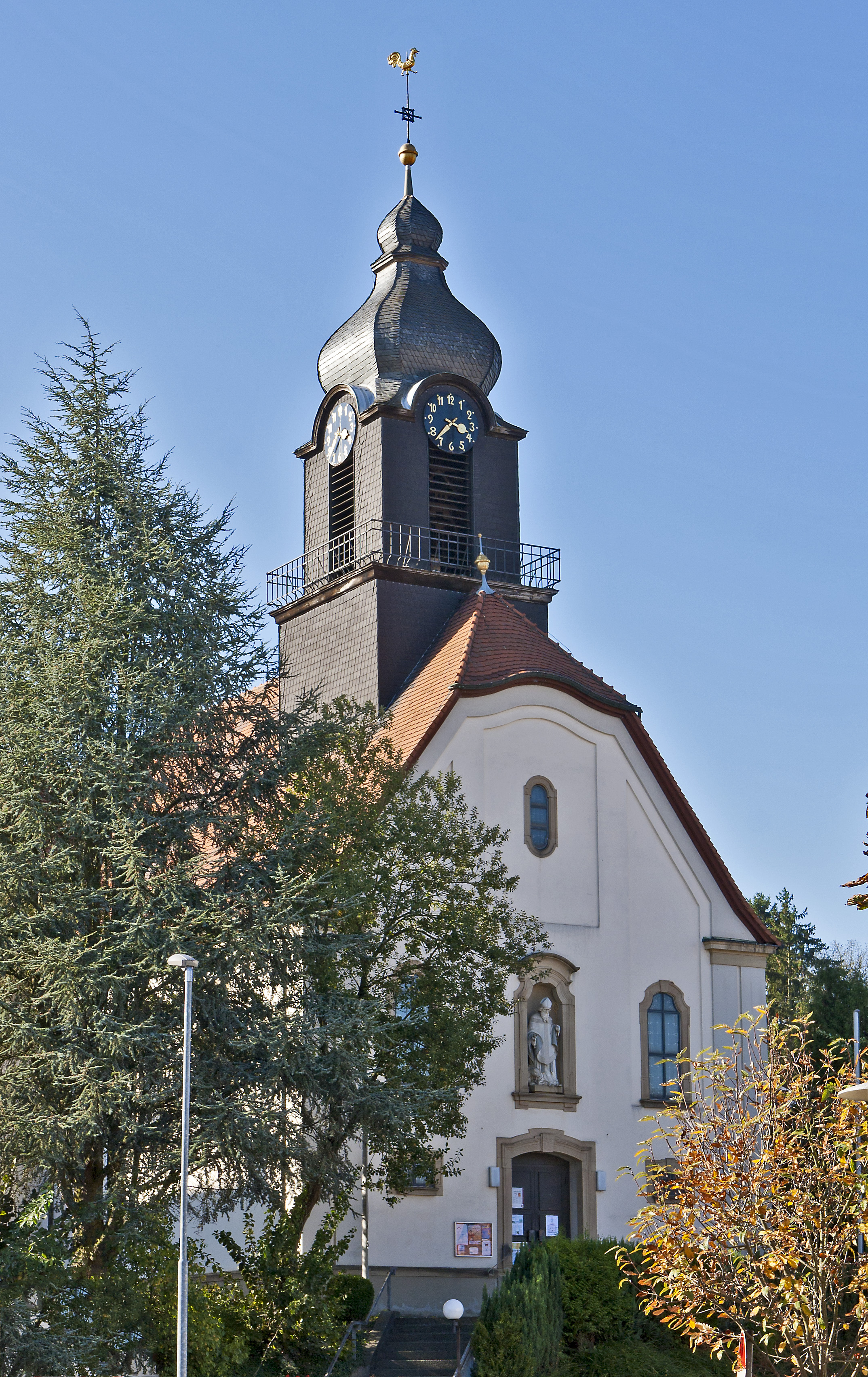
Katholische Kirche St. Gallus

### Regelmäßige Veranstaltungen
- Baiertaler Adventsmarkt: Findet in der Regel am 1. Adventssamstag statt
- Baiertaler Kerwe („Briggehossla Strooßekerwe“): Findet jedes Jahr am 3. Wochenende im September statt. Hierbei handelt es sich um eine Straßenkerwe in der Alten Bahnhofstraße und Mühlstraße. Highlight ist das jährliche Briehmuldepaddle, bei dem in alten Badewannen ein Ruderwettbewerb im aufgestauten Gauangelbach stattfindet.
- Deutsche Meisterschaft im Mensch ärgere Dich nicht: Diese fand von 2007 bis 2019 alljährlich in Baiertal statt.[20]

## Wirtschaft und Infrastruktur

### Landwirtschaft
Was für die Kernstadt Wiesloch der Weinbau, ist für den Stadtteil Baiertal der Obstbau. Mit etwa 50 Hektar besitzt die Gemeinde die größte zusammenhängende Obstanlage Badens. Die Produkte der fünf Obsthöfe werden dabei seit Jahren von den Erzeugern selbst vertrieben und vermarktet, was sich sehr gut bewährt und den Erzeugern einen überregional guten Ruf eingebracht hat. Weinbau spielt in Baiertal dagegen nur eine untergeordnete Rolle, 1988 gab es nur 0,75 Hektar Rebflächen.
Im 19. Jahrhundert hatte ferner der Hanfanbau, von der Mitte des 19. bis zur Mitte des 20. Jahrhunderts der Tabakanbau und um 1900 auch der Hopfenanbau Bedeutung.

### Gewerbe
In vergangenen Zeiten hatte der Bergbau Bedeutung in Baiertal. In der Umgebung haben schon die Römer Metalle abgebaut, im hohen Mittelalter wurde der Bergbau dann erneut intensiviert. In Baiertal wurde ab den 1820er Jahren Eisenerz (Galmei) bergmännisch abgebaut, später kamen der Abbau von Kalkgestein und Mergel hinzu. Heute wird in Baiertal lediglich noch Mergel abgebaut.
In dem ansonsten bäuerlich-handwerklich geprägten Dorf siedelte sich 1948 die Heidelberger Strickwarenfabrik GmbH an, die bis zur Liquidierung des Unternehmens 1974 Kleidung herstellte. Um 1960 folgten noch zwei weitere Fabriken für Kleidung und Schuhe, die jedoch auch in den 1970er Jahren wieder den Betrieb einstellten.
Zu den bedeutenden Unternehmen des Ortes zählen heute das Kalkwerk, der Hersteller von Wärmefühlern Engelmann Sensor und der Schilderhersteller IS Industrie-Schilder.

### Vereine
Der Stadtteilverein Baiertal ist eine überparteiliche und überkonfessionelle Vereinigung der örtlichen Vereine zur Förderung des Stadtteiles.
Die Spielvereinigung Baiertal ist der größte Verein im Ort mit rund 800 Mitgliedern.

## Persönlichkeiten

### Ehrenbürger
Vier Personen, die sich in besonderer Weise um die Gemeinde verdient gemacht haben, wurden zu Ehrenbürgern der Gemeinde Baiertal ernannt.
E.H. Willstädter und S. Simon
Die Fabrikanten E. H. Willstädter und S. Simon errichteten 1869 die erste Zigarrenfabrik in Baiertal, die über mehrere Generationen eine wichtige Erwerbsquelle im Ort war. Sie wurden mit Beschluss des Gemeinderates vom 16. März 1898 „in Anerkennung ihrer Verdienste um die hiesige Gemeinde“ zu Ehrenbürgern ernannt.
J. Gayer und J. Kaufmann
Der Oberlehrer Josef Gayer wurde am 12. Mai 1920, der Hauptlehrer Johann Kaufmann am 24. November 1920 mit der Überreichung der Urkunde zum Ehrenbürger ernannt. Josef Gayer war von 1887 bis zu seiner Pensionierung am 1. April 1920, Johann Kaufmann von 1893 bis zum Eintritt in den Ruhestand am 1. November 1920 an der Baiertaler Schule als Lehrer tätig. Beide haben sich nicht nur durch ihr vorbildliches Wirken als Lehrer ausgezeichnet, sondern sich auch in ihrer Kirchengemeinde große Verdienste erworben.

### Weitere mit Baiertal verbundene Persönlichkeiten
- Friedrich Brandeis (1835–1920), Judenmissionar
- Karl Hermann Zahn (1865–1940), Botaniker und Hieracienforscher
- Pauline Maier (1877–1942), jüdische Krankenschwester, die während der Zeit des Nationalsozialismus ermordet wurde
- Hermann Buddensieg (1893–1976), Schriftsteller, Herausgeber und Übersetzer
- August Neuburger (1902–1999), Politiker (CDU)
- Gert Weisskirchen (* 1944), Politiker und MdB (SPD), wohnhaft in Baiertal